# 让-菲利普·拉莫
让-菲利普·拉莫（法語：Jean-Philippe Rameau，1683年9月25日—1764年9月12日）是法国伟大的巴洛克作曲家、音乐理论家。他是继盧利之后最伟大的法国歌剧作曲家，不但是当时法国乐坛的领军人物，还是和声理论的重要奠基人。

## 生平
拉莫1683年出生于法国第戎，与德国作曲家约翰·塞巴斯蒂安·巴赫、格奥尔格·弗里德里希·亨德尔和格奥尔格·菲利普·泰勒曼生活在同一时代。拉莫的父亲是第戎的一位管风琴家，母亲克洛迪娜·德玛迪娜库特来自热梅奥克斯附近一个贵族家庭。让-菲利普·拉莫是他们的第七的孩子。幼年时他被送往戈德朗斯的耶稣会学院学习法律，然而拉莫真正喜爱的是音乐和作曲。
拉莫18岁那年，他的父亲终于同意他从事音乐，并且将他送往意大利，他在米兰逗留了几个月。1709年，拉莫重回第戎，并且继任了父亲在巴黎圣母院的工作。1722年前往巴黎，并在那里定居。1726年，与玛丽·路易丝·芒戈（Marie-Louise Mangot）结婚，在妻子的哥哥帮助下，拉莫的音乐在帕尔马宫廷得以闻名。1736年，拉莫成为了耶稣会修士。
拉莫在和声理论方面的贡献很大，在自然音响体系的基础上创立了现代和声体系和古典转调的程序。作为一名伟大音乐理论家，他著有《和声学》（1722年）和《音乐理论的新体系》（1726年），但是他最大的愿望却是舞台创作。
拉莫的第一部歌剧《希波吕托斯与阿里奇埃》于1733年10月1日公演。那年他已经年过半百。此后，拉莫的歌剧创作一发而不可收。1735年，创作了歌剧芭蕾《殷勤的印第安人》。1737年，歌剧《双子星卡斯托与波吕克斯》问世，这部作品被公认为是拉莫的歌剧代表作。 以后又陆续写了《赫伯的节日》和《达耳达诺斯》（1739）《纳瓦尔公主》（1745）等，这些都是拉莫最出色的歌剧。1745年他被任命为王家室内乐作曲家（Compositeur de la Musique de la Chambre）。拉莫于1764年被封为贵族，同年在巴黎去世，终年80岁，葬于他所在教区的圣·厄斯塔什教堂。

## 作品

### 对拉莫作品的评价
法國巴洛克時期宮廷作曲家呂利的舞台作品和拉莫的舞台作品有着许多相同或相似之处，他们都十分注重宣叙调的朗诵性以及对节奏精确细腻地处理，宣叙调和咏叹调之间没有十分鲜明的对比，讲究庞大华丽的舞蹈场面，追求音乐对自然的模仿等。但拉莫更多地插入了舞曲的片断，丰富了由吕利所创立的法国歌剧（“抒情悲剧”）的音乐内涵，增强了剧中曲调、和声、配器的表现力。
当时法国围绕着拉莫的舞台作品发生过“拉莫派”和“吕利派”之争。争论的焦点围绕着拉莫歌剧音乐的新风格。拉莫派的人中有国王路易十五和他的情妇蓬巴杜夫人以及伏尔泰。他们赞赏拉莫的音乐具有“惊人的技巧”。但吕利派的让-雅克·卢梭批评拉莫，说他的歌剧枯燥乏味，背离了法国歌剧的优秀传统，远远比不上意大利喜歌剧。

### 音乐作品列表

#### 羽管键琴（大键琴）作品
- 三部大鍵琴曲集（1706年、1724年、1728年）

第一部(1706) 
第二部(1724) - e小调组曲 D大调组曲 C大调小步舞曲 
第三部(1726/27) - a小调组曲 g小调组曲 
- 大键琴合奏曲集（Les pièces de clavecin en concert，1741年）

c小调组曲
G大调组曲 
A大调组曲 
降B大调组曲 
d小调组曲 
- “王储夫人”（La Dauphine，1747年）
  - 以及若干歌剧选段的大键琴改编曲

#### 康塔塔
- 背叛的情人（Les amants trahis，1720年）
- 迫不及待（L'impatience）
- 阿奎隆和奥丽斯（Aquilon et Orithie，1715年至1720年间）
- 奥非欧（Orphée）
- 特提斯（Thétis）
- 忠诚的牧羊人（Le Berger Fidèle，1728年）

#### 经文歌
- Deus noster refugium（1713-1715年）
- Quam dilecta（1713-1715）
- In convertendo（sans doute avant 1720）
- Laboravi（dans son Traité de l'harmonie, 1722，可能是一部大经文歌所遗存的片段。）

#### 卡农
- Ah! loin de rire, pleurons (soprano, alto, tenor, bass) (1722年出版)
- Avec du vin, endormons-nous (2 sopranos, Tenor) (1719)
- L'épouse entre deux draps (3 sopranos) (曾传为François Couperin之作)
- Je suis un fou Madame (3 voix égales) (1720)
- Mes chers amis, quittez vos rouges bords (3 sopranos, 3 basses) (1780年出版)
- Réveillez-vous, dormeur sans fin (5 voix égales) (1722年出版)
- Si tu ne prends garde à toi (2 sopranos, bass) (1720)

#### 歌曲
- L'amante préoccupée or A l'objet que j'adore (soprano, continuo) (1763)
- Lucas, pour se gausser de nous (soprano, bass, continuo) (1707年出版)
- Non, non, le dieu qui sait aimer (soprano, continuo) (1763)
- Un Bourbon ouvre sa carrière or Un héros ouvre sa carrière (alto, continuo) (1751, air belonging to Acante et Céphise but censored before its first performance and never reintroduced in the work).

#### 抒情悲剧（法国歌剧）
- 希波吕托斯与阿里西埃（Hippolyte et Aricie，1733年，1742年改编）
- 双子星卡斯托耳与波吕丢刻斯（Castor et Pollux，1737年，1754年改编）
- 达耳达诺斯（Dardanus，1739年，1744和1760改编）曲谱下载[永久]
- 拜火教主琐罗亚斯德（Zoroastre，1749年，1756年改编, 第2、3、5幕有新的音乐）
- 北方人（Les Boréades，1763年）

#### 抒情喜剧
- 普拉蒂埃（Platée或Junon jalouse，1745年）曲谱下载
- 游侠骑士（Les Paladins或Abaris ，1760年）

#### 喜剧芭蕾
- 纳瓦尔公主（La Princesse de Navarre，1745年）

#### 歌剧芭蕾
- 殷勤的印第安人（Les Indes galantes，1735年，1736年改编）
- 赫伯的节日或抒情天才（Les Fêtes d'Hébé，或les Talens Lyriques，1739年）
- 波林妮的节日（Les Fêtes de Polymnie，1745年）
- 荣耀的殿堂（Le Temple de la Gloire，1745年，1746年改编）
- 婚神和爱神的节日（Les fêtes de l'Hymen et de l'Amour或Les Dieux d'Egypte，1747年）
- 爱之惊喜（Les surprises de l'Amour1748年，1757年改编）

#### 英雄田园诗
- 扎伊（Zaïs，1748年）
- 纳伊（Naïs，1749年）
- 西巴里斯人（Les Sybarites或Acante et Céphise，1751年）
- 达弗涅与埃莱（Daphnis et Egle，1753年）

#### 芭蕾舞剧
- Les courses de Tempé (1734年)
- 拉米罗的庆典（Les fêtes de Ramire，1745年)
- 皮格马里翁（Pygmalion，1748年）
- Les sibarites or Sibaris (1753年)
- 奥西里斯的诞生（La naissance d'Osiris或La Fête Pamilie，1754年）
- 阿纳克里翁（Anacréon，1754年）
- 阿纳克里翁（Anacréon，完全不同于上面的同名剧，1757年，3rd Entrée of Les surprises de l'Amour)
- 和风（Zéphyre，年份不详）
- 花环（La Guirlande，年份不详）
- Nélée et Myrthis（年份不详）
- Io（未完成，年份不详）

#### 遗失作品
参考论文: 拉莫遗失的歌剧（页面存档备份，存于）
- 参孙（Samson，抒情悲剧，1734年上演）
- Linus（抒情悲剧，1752年，score stolen after a rehearsal）
- Lysis et Délie（田园剧，scheduled on November 6, 1753）
- 潘多拉（Pandore，歌剧，在1748年脚本作者Voltaire给拉莫的信中提到）剧本下载（页面存档备份，存于）
- Roland
- Exultet coelum laudibus（大经文歌，“Académie du Concert de Lyon”目录中曾提到）
- Diligam te（大经文歌，Decroix曾提到）
- 美迪亚（Médée，康塔塔）
- L'Absence（康塔塔）

#### 部分残存的遗失作品及存疑作品
- L'endriague （三幕，1723年)
- L'enrôlement d'Arlequin (招聘的丑角，独幕，1726年)
- La robe de dissension or Le faux prodige (奇异的服装，两幕，1726年)
- La rose or Les jardins de l'Hymen (玫瑰花园，序幕和第一幕，1744年)
- Inclina domine（大经文歌，相传为拉莫的作品）
- Le Procureur dupé sans le savoir（歌剧，相传为拉莫的作品）
- 安魂曲（Requiem，仅存片段）

### 音乐理论著作
- 《和声学》（Traite de l'harmonie）
- 《音乐理论的新体系》（Noveau systeme de musique theorique)
- 《和声的形成》（Generation harmonique）
- 《和声原则的论证》（Demonstration du principe de l'harmonie）